# Flughafen Guaymas

i8
i11
i13
Der Flughafen Guaymas (spanisch Aeropuerto Internacional de Guaymas, IATA-Code: GYM, ICAO-Code: MMGM) ist ein internationaler Flughafen bei der Großstadt Guaymas im Westen des Bundesstaats Sonora im Nordwesten Mexikos.

## Lage
Der Flughafen Guaymas liegt bei der etwa 5 km östlich des Golfs von Kalifornien gelegenen mexikanischen Großstadt Guaymas und etwa 1500 km (Luftlinie) nordwestlich von Mexiko-Stadt in einer Höhe von ca. 18 m.

## Flugverbindungen
Derzeit finden keine Flüge statt.

## Passagierzahlen
Im Jahr 2011 wurden erstmals annähernd 50.000 Passagiere abgefertigt. Danach begann ein kontinuierlicher Rückgang der Fluggastzahlen, der durch die COVID-19-Pandemie noch verstärkt wurde.

## Zwischenfälle
- Am 13. Januar 1948 verunglückte eine Douglas DC-3A-228F der Mexicana de Aviación (Luftfahrzeugkennzeichen XA-GOC) am Flughafen Guaymas und wurde irreparabel beschädigt. Nähere Einzelheiten sind derzeit nicht verfügbar, auch über Personenschäden ist nichts bekannt.[4]